# خانه بهادر دیوان (خانه نجف خان)
خانه بهادر دیوان (خانه نجف خان منصوری طباطبایی) مربوط به دوره قاجار است و در بافت قدیم بهبهان، خیابان عدالت، محله کاروانسرا واقع شده و این اثر در تاریخ ۵ تیر ۱۳۸۴ با شمارهٔ ثبت ۱۱۹۶۱ به‌عنوان یکی از آثار ملی ایران به ثبت رسیده است. میرزا علیرضا بهادر دیوان بهبهانی حاکم سنتی بهبهان و کهگیلویه این خانه را ساخت سپس به جانشین و فرزندش میرزا سلطان محمد خان قوام دیوان (سردار امجد بهبهانی) آخرین کلانتر سنتی بهبهان و توابع رسید که به نام  نجف خان منصوری طباطبایی نوه میرزا علیرضا بهادر دیوان شناخته می شود